# Дівчина з віялом
«Дівчина з віялом» — відомий портрет пензля П'єра-Оґюста Ренуара початку 1880-х років. Походить зі збірки картин Івана Морозова (володаря Тверської мануфактури і багатія). Його колекція в Москві налічувала 50 картин імпресіоністів.
Зберігається в Петербурзі.

## Дочка ресторатора Фурнез
Маленький ресторан родини Фурнез був розташований поблизу Парижа в містечку Круассі. Тут часто збиралась тогочасна паризька богема — маловідомі актори, художники, літератори зі своїми приятелями і подружками. Близькість річки Сени давала змогу кататися на човнах, що ніби наближало дозвілля небагатих митців до дозвілля аристократів. Знав цей ресторанчик і Ренуар ще з 1860-х років. Моделлю для портрету його пензля у 1881 році і стала дочка ресторатора — мадемуазель Фурнез.

## Мадемуазель Фурнез
Мадемуазель спокійно сидить в кріслі. Буденна сукня прикрашена чорним бантом. В руці віяло, які в молоді роки доводилось довго декорувати Ренуару заради заробітку. Це один з найпростіших за композицією портретів Ренуара, що не позначилося погано на творі. З'явились і відмінності — Ренуар почав використовувати яскравішу палітру і техніку щільнішого накладання фарб. Дещо декоративне сприйняття жінок Ренуаром, їх зовнішнього образу позначилося на колориті, яскравому і сміливому по використанню. Пізніше декоративне сприйняття портрета реальної дівчини стало переважати і його почали просто називати «Дівчина з віялом».
Яскрава палітра вигідно виділяла портрет у порівнянні з портретами прихильників академізму чи російських передвижників того часу, де переважали темні і невеселі фарби. До 1930 року картина зберігалася в Москві в Музеї нового західного мистецтва, а після його розформування — передана в збірку Державного Ермітажу.